# Championnat du Qatar de football 2005-2006
Navigation
Saison précédente Saison suivante
La saison 2005-2006 du Championnat du Qatar de football est la quarante-deuxième édition du championnat national de première division au Qatar. Les dix meilleures équipes du pays sont regroupées au sein d'une poule unique où elles s'affrontent trois fois au cours de la saison. En fin de saison, le dernier du classement est relégué et remplacé par le champion de deuxième division.
C'est le club de Sadd Sports Club qui remporte la compétition, après avoir terminé en tête du classement final, avec trois points d'avance sur le Qatar SC et six sur Al-Arabi Sports Club. C'est le 11e titre de champion du Qatar de l'histoire du club.

## Qualifications continentales
Le vainqueur du championnat ainsi que le gagnant de la Coupe du Qatar se qualifient pour la Ligue des champions. Si un club réalise le doublé, c'est le finaliste de la Coupe qui obtient sa qualification. 
Les trois meilleurs clubs au classement non qualifiés pour la Ligue des champions obtiennent leur billet. La répartition est la suivante :
- Les deux meilleurs participent à la Coupe des clubs champions du golfe Persique
- Le troisième se qualifie pour la Ligue des champions arabes

## Les clubs participants
| - Al-Rayyan SC - Al-Arabi Sports Club - Al Ahly Doha - Al-Khor Sports Club - Al-Gharafa Sports Club | - Qatar SC - Sadd Sports Club - Al-Sailiya Sports Club - Promu de D2 - Al Shamal - Al-Wakrah Sports Club |

## Compétition

### Classement
Le classement est établi sur le barème de points classique (victoire à 3 points, match nul à 1, défaite à 0).
| Rang | Équipe                     | Pts | J  | G  | N  | P  | Bp | Bc | Diff |
| ---- | -------------------------- | --- | -- | -- | -- | -- | -- | -- | ---- |
| 1    | Sadd Sports Club           | 52  | 27 | 16 | 4  | 7  | 48 | 32 | +16  |
| 2    | Qatar SC                   | 49  | 27 | 14 | 7  | 6  | 49 | 34 | +15  |
| 3    | Al-Arabi Sports Club       | 46  | 27 | 13 | 7  | 7  | 41 | 36 | +5   |
| 4    | Al-Rayyan SC (C)           | 41  | 27 | 12 | 5  | 10 | 30 | 28 | +2   |
| 5    | Al Ahly Doha               | 39  | 27 | 11 | 6  | 10 | 44 | 40 | +4   |
| 6    | Al-Gharafa Sports Club (T) | 34  | 27 | 8  | 10 | 9  | 29 | 30 | -1   |
| 7    | Al-Khor Sports Club        | 33  | 27 | 9  | 6  | 12 | 44 | 49 | -5   |
| 8    | Al-Wakrah Sports Club      | 32  | 27 | 8  | 8  | 11 | 29 | 32 | -3   |
| 9    | Al Shamal                  | 23  | 27 | 6  | 5  | 16 | 41 | 56 | -15  |
| 10   | Al-Sailiya Sports Club (P) | 23  | 27 | 5  | 8  | 14 | 29 | 47 | -18  |

|  | Qualification pour la Ligue des champions de l'AFC 2007                      |
|  | Qualification pour la Coupe des clubs champions du golfe Persique 2006-2007  |
|  | Qualification pour la Ligue des champions arabes 2006-2007                   |
|  | Relégation directe en deuxième division                                      |
|  | (T) : Tenant du titre (C) : Vainqueur de la Coupe du Qatar (P) : Promu de D2 |

## Bilan de la saison
| Championnat du Qatar de football 2005-2006                        |                             |
| Champion                                                          | Sadd Sports Club (4e titre) |
| Coupes et trophées                                                |                             |
| Vainqueur de la Coupe du Qatar 2005-2006                          | Al-Rayyan SC                |
| Qualifications continentales                                      |                             |
| Ligue des champions de l'AFC 2007                                 | Sadd Sports Club            |
| Ligue des champions de l'AFC 2007                                 | Al-Rayyan SC                |
| Coupe des clubs champions du golfe Persique 2006-2007             | Qatar SC                    |
| Coupe des clubs champions du golfe Persique 2006-2007             | Al-Arabi Sports Club        |
| Ligue des champions arabes 2006-2007                              | Al Ahly Doha                |
| Promotions et relégations                                         |                             |
| Promus en Qatar Stars League                                      | Umm Salal SC                |
| Relégués en Championnat du Qatar de football de deuxième division | Al-Sailiya Sports Club      |